# Maria Evere
Maria Evere è un film muto del 1919 diretto da Friedrich Zelnik.

## Produzione
Il film fu prodotto da Friedrich Zelnik per la Berliner Film-Manufaktur GmbH (Berlin).

## Distribuzione
Uscì nelle sale cinematografiche tedesche nel 1919.